# Mövenpick Hotels & Resorts
Mövenpick Hotels & Resorts — швейцарская компания по управлению отелями со штаб-квартирой в Баре. Она полностью принадлежит французской компании Accor с момента приобретения в сентябре 2018 года у бывших акционеров компании Mövenpick Holding (66,7%) и базирующейся в Саудовской Аравии компании Kingdom Group (33,3%). Компания управляет более, чем 80 объектами, включая отели, курорты и круизеры по Нилу, а ещё 30 курортов запланированы или строятся на Ближнем Востоке и в Азии. Гостиничная сеть обслуживает 5,8 млн человек в год.

## Mövenpick Group
Группа Mövenpick Group была основана Ули Прагером в 1948 году во время открытия первого ресторана Mövenpick Ice Cream в Цюрихе. Название, по всей видимости, произошло от немецкого слова Möwe (чайка). В ресторанах Mövenpick Group еда подаётся, как можно быстрее. В другом обосновании, предоставленном сотрудникам в учебных материалах, утверждалось, что чайки выбирают разнообразную пищу, и что разнообразное меню Mövenpick вдохновило их на создание талисмана и названия чаек.

## Mövenpick Hotels & Resorts

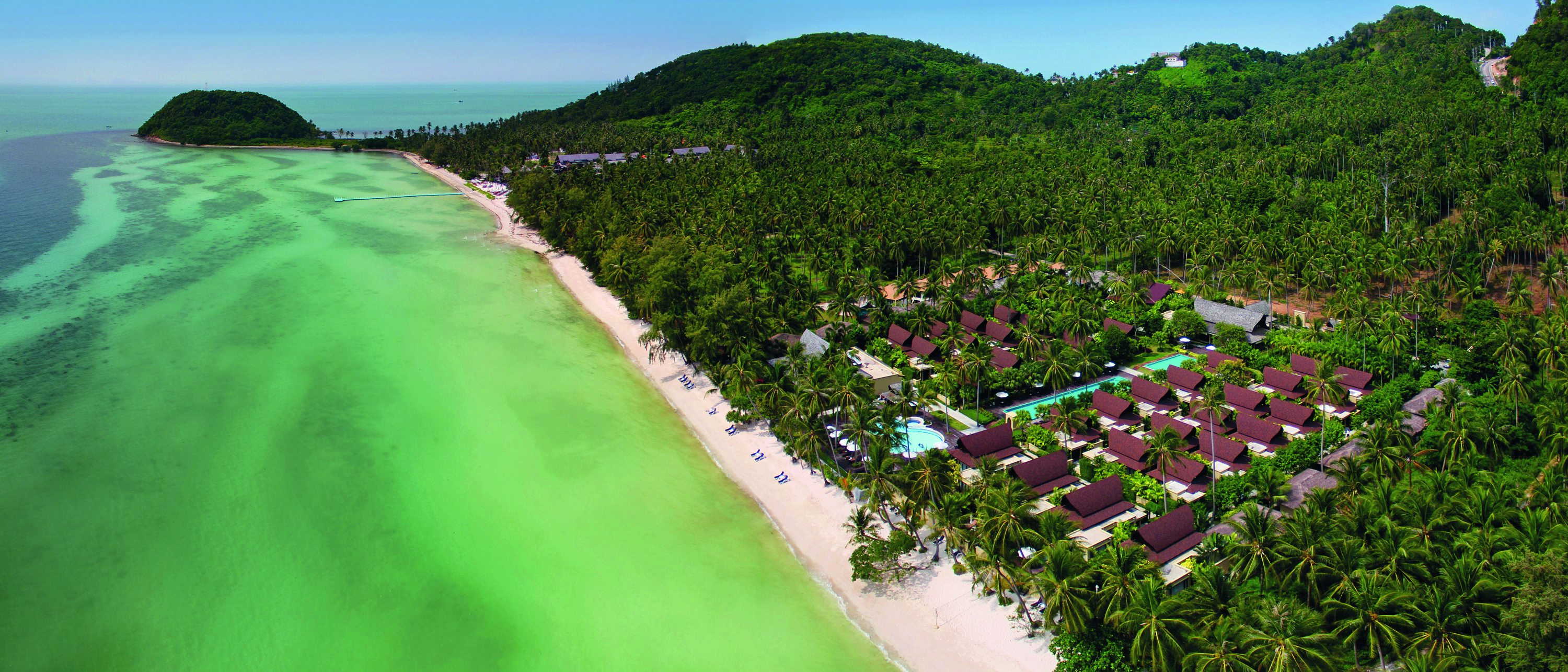
Пляж Mövenpick Resort Laem Yai Beach Samui в Таиланде

Официальное открытие компании Mövenpick Hotels & Resorts было ознаменовано открытием двух отелей в аэропорту Цюриха и Цюрихе-Регенсдорфе. Экспансия за пределы Европы началась в 1976 году с момента открытия в Каире отеля Mövenpick Hotel Jolie Ville. Mövenpick Hotels & Resorts — одна из первых компаний, управляющих отелями по контрактам на управление, что способствовало быстрому росту. Экспансия продолжалась в течение 1980-х годов в Египет, и первый круизный лайнер сети (HS Radamis) начал свою работу в 1991 году.
В 1997 году Аль-Валид купил 27% сети, увеличив этот показатель до 33% в 2003 году.
Новые экспансии в Африку и на Ближний Восток привели к открытию «паломнических отелей» (англ. «Pilgrim hotels») в Медине, Саудовская Аравия, а одновременно начался период обновления отелей и консолидации портфеля. Быстрое расширение продолжалось вплоть до начала 2000-х годов. В 2003 году компания Mövenpick была названа «самой быстрорастущей гостиничной сетью на Ближнем Востоке» (англ. «The fastest growing hotel chain in the Middle East») по версии The World Travel Market.
В 2010 году было объявлено о стратегическом партнёрстве компании Mövenpick Hotels & Resorts с компанией Green Globe. Это положило начало движению к устойчивому развитию с особым акцентом на индустрию путешествий и туризма во всех отелях Mövenpick Hotels & Resorts.
Сертификация и награды сопровождают дальнейшее расширение в Индии, на Филиппинах, в Сингапуре и Гане (2011). Новые отели были открыты в 2013 году в Китае, в 2014 году в Пакистане и в 2015 году в государстве Бангладеш.

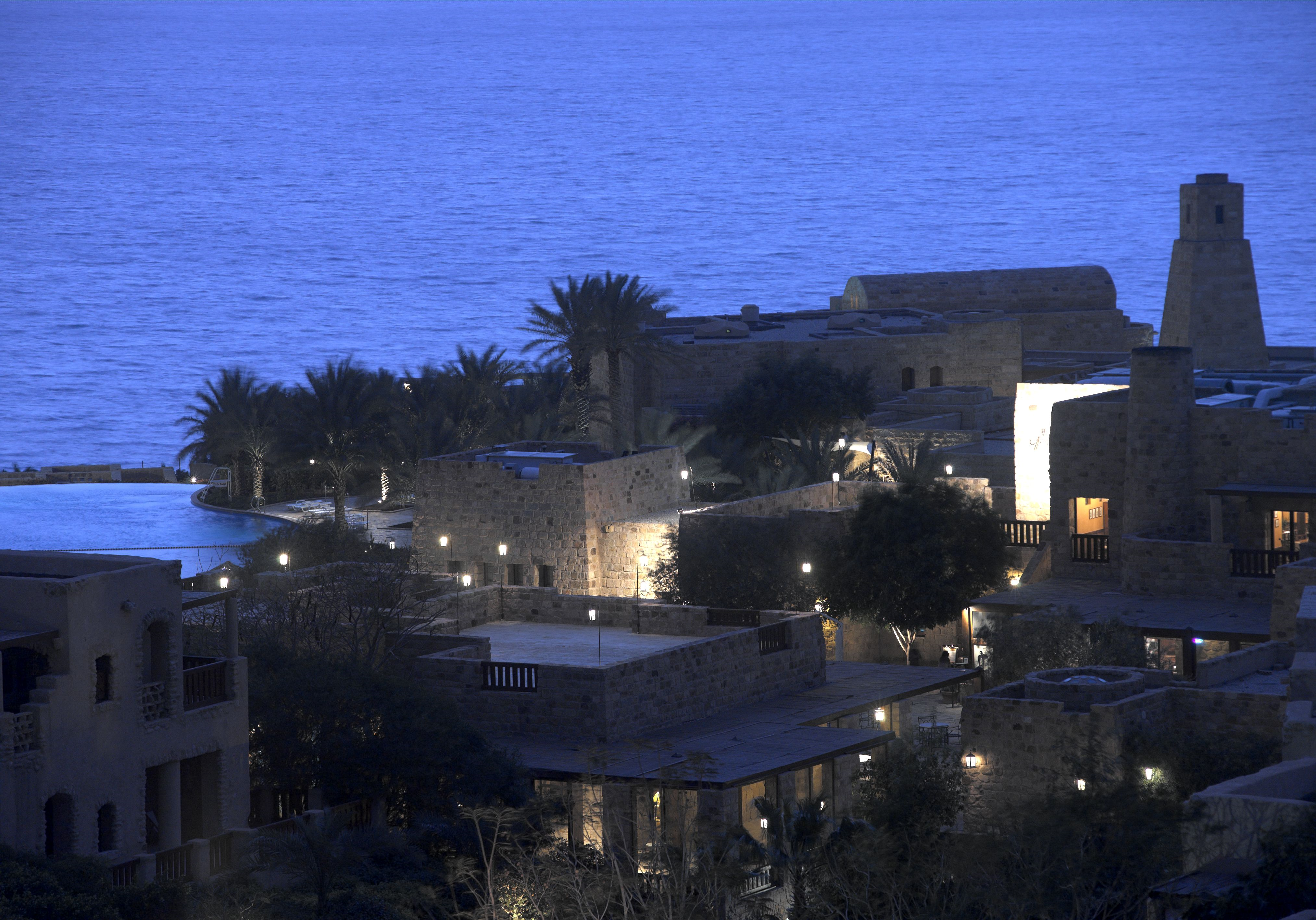
Курорт Mövenpick Dead Sea Spa and Resort в Иордании

По состоянию на 2015 год компания Mövenpick Hotels & Resorts имеет 56 отелей, сертифицированных компанией Green Globe. Это самое большое количество сертификатов, полученных одной гостиничной компанией.

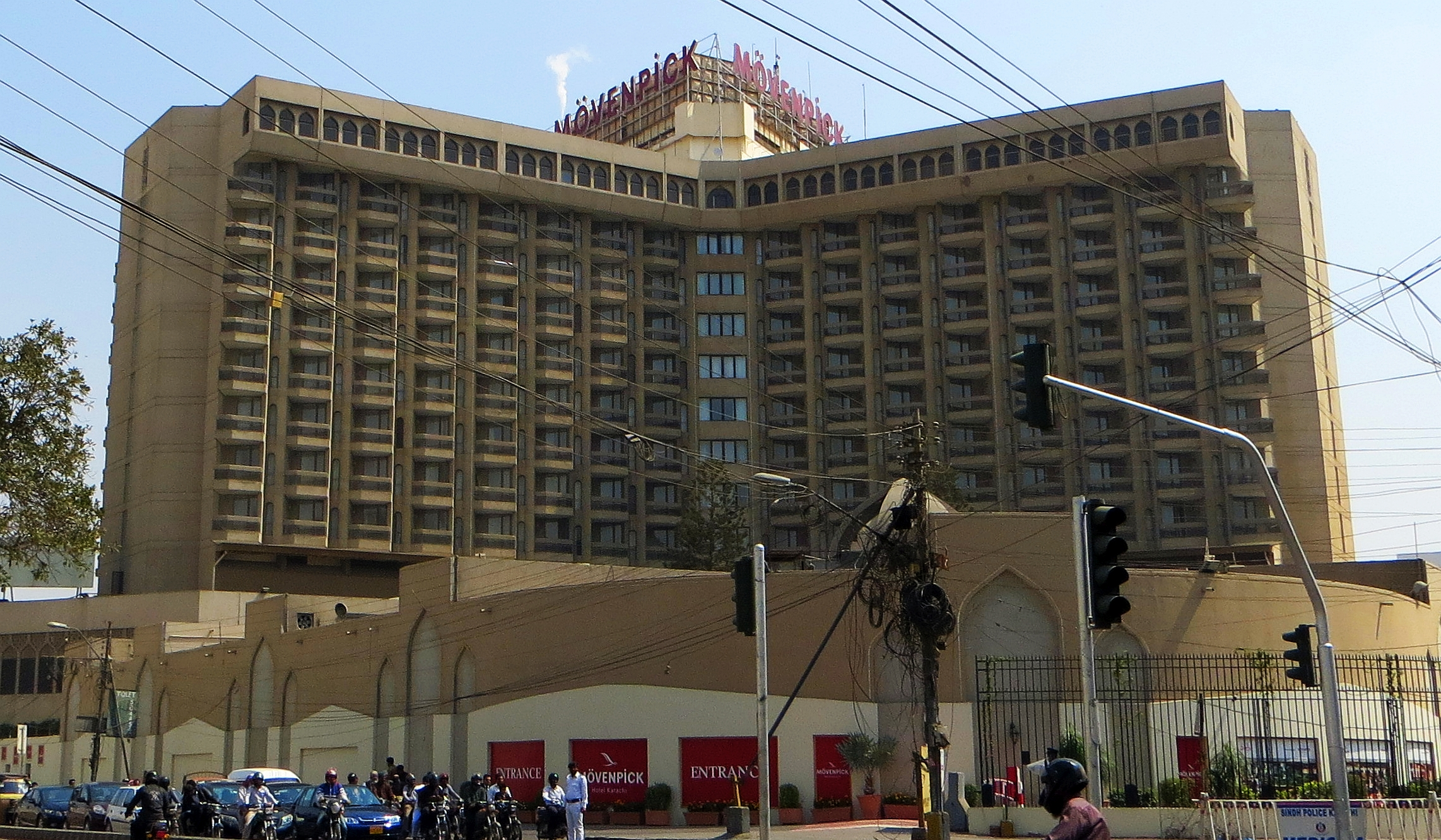
Отель Mövenpick в городе Карачи, Пакистан

В январе 2014 года компания Mövenpick приобрела отель Sheraton Karachi на пятнадцатилетний период. 8 октября 2015 года компания Mövenpick объявила о своём втором отеле в Пакистане после контракта на приобретение отеля Centaurus к началу 2018 года. В сентябре 2016 года Оливье Шави вступил в должность генерального директора.

### Неудачное расширение
Базирующаяся в Торонто компания Richtree Inc. (которая купила канадский ресторанный бизнес) попыталась вернуть Mövenpick на рынок США, открыв заведение в Бостоне с планами на дополнительные заведения в США, но потеряла 14,9 миллиона долларов в 1999—2000 финансовом году. Из этой суммы было выплачено 9,9 миллиона долларов в виде невыплаченных арендных платежей и расходов на реструктуризацию. Сборы были связаны с изменившимися планами по открытию ресторанов в Нью-Йорке (World Trade Center) и Сан-Диего. Компания Richtree подала в суд на Mövenpick Holding AG.

### Приобретение компанией AccorHotels
В апреле 2018 года компания AccorHotels объявила о подписании соглашения с Mövenpick Holding и Kingdom Holding о приобретении гостиничной группы за 560 миллионов швейцарских франков (482 миллиона евро). Сделка была завершена в сентябре 2018 года.